# Okáč kostřavový
Okáč kostřavový (Arethusana arethusa) je denní motýl z čeledi babočkovitých (Nymphalidae) z podčeledi okáči (Satyrinae).

## Popis

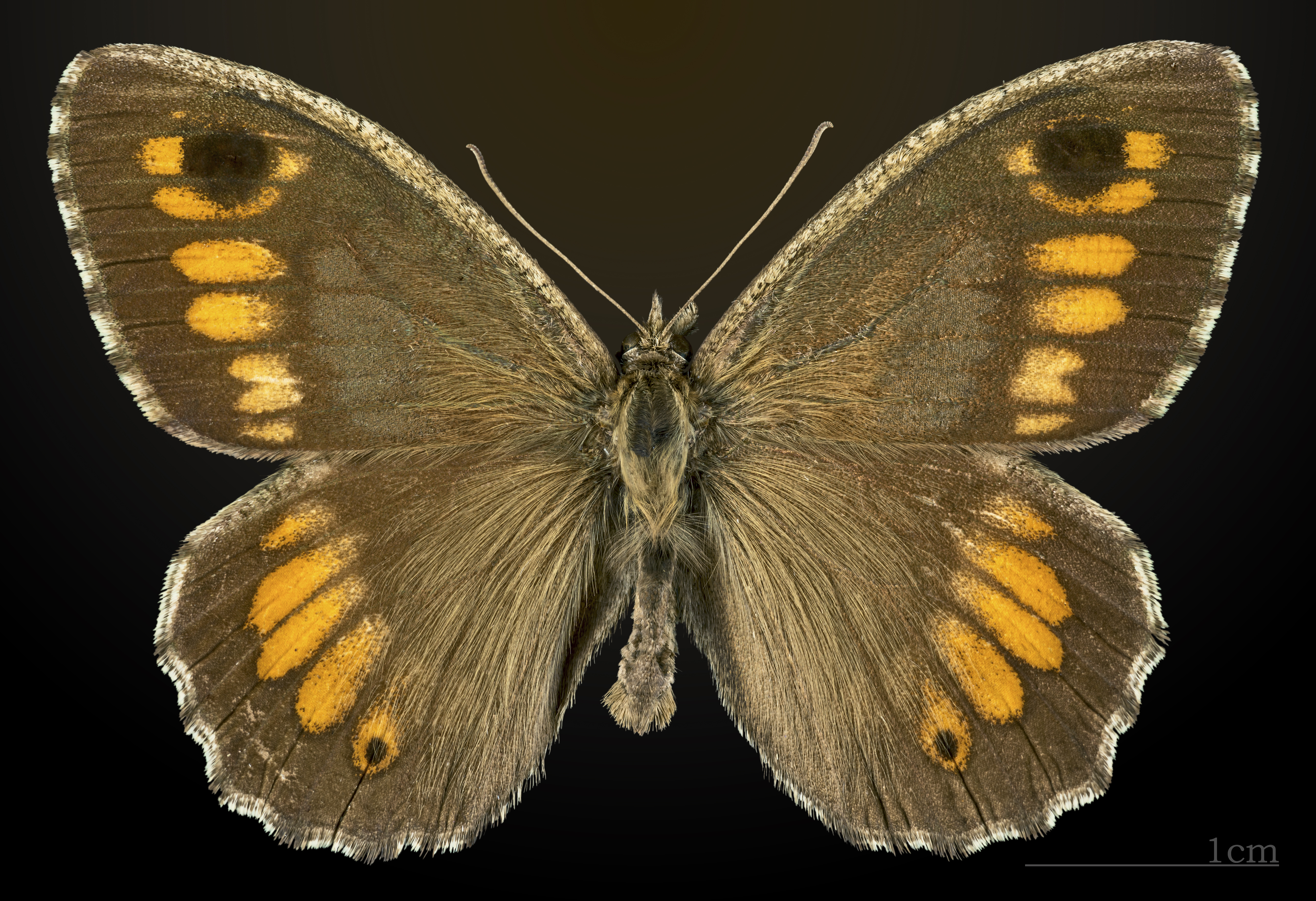
♂
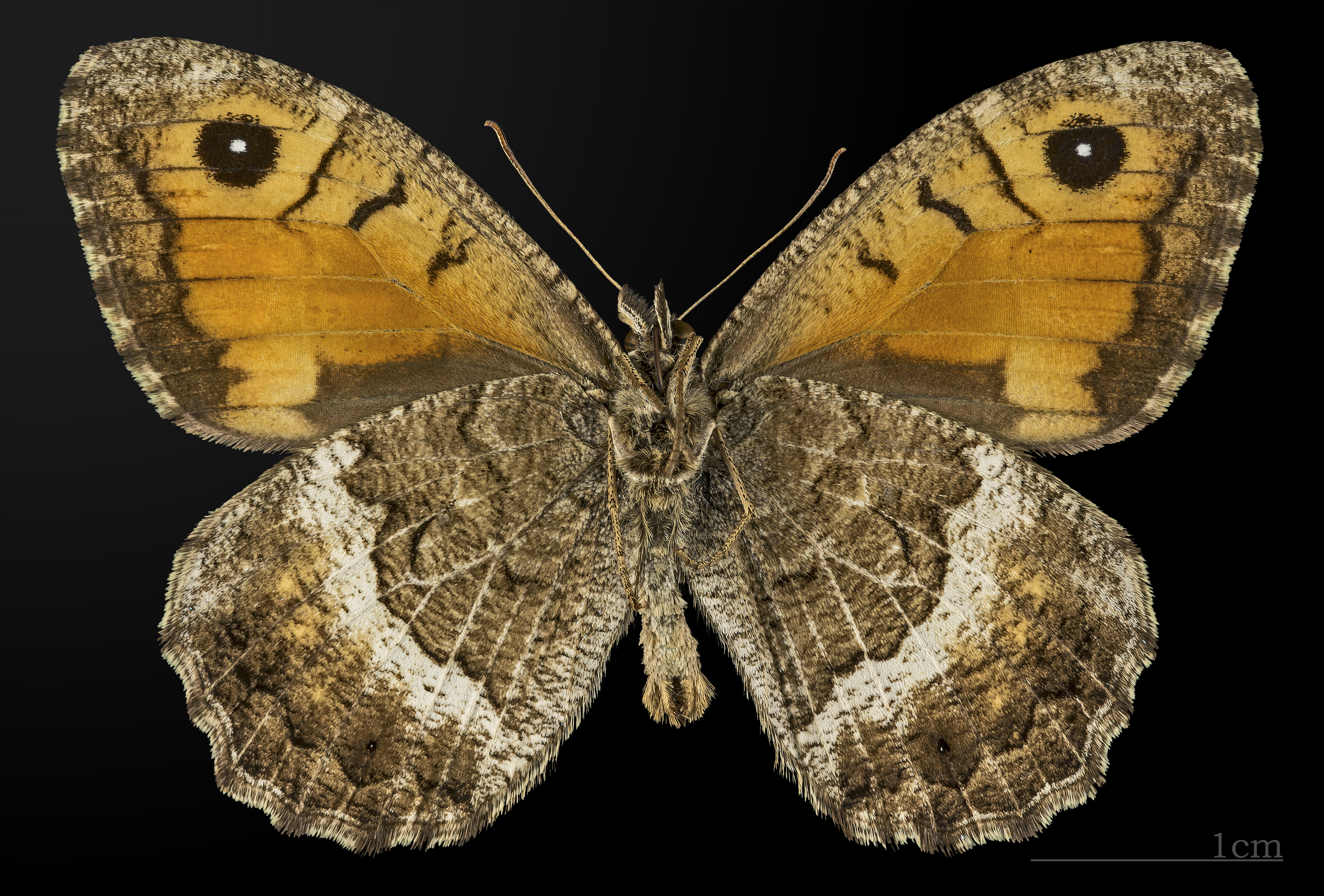
♂ △

Motýli dosahují rozpětí křídel 34 až 44 milimetrů. Horní strana křídla je sametově tmavě hnědá s podélným pruhem složeným z příčně oválných, oranžovohnědých až červenohnědých skvrn, který je na zadních křídlech nevýrazný. V nejvyšším prvku pásu je tmavé očko, která nemá světlé jádro. Tmavá očka se občas vyskytují také v nejnižším pojivovém prvku zadních křídel. Lem je tečkovaný, střídavě nažloutlý a tmavě hnědý. Vzor na spodní straně předních křídel je převážně oranžovohnědý, s jasně vyčnívajícími žilkami a černým očkem se středem v bílé barvě. Většina motýlů má uprostřed spodní strany zadního křídla široký souvislý bílý pás, jinak nevýrazně vzorovaný a poprášený šedohnědou barvou. Housenky jsou žlutohnědé barvy, mají úzký, bíle ohraničený zadní pruh a široké bělavé a červenohnědé boční pruhy.

## Podobné druhy
Tento druh je podobný okáči metlicovému (Hipparchia semele), ale v průměru je o něco větší, má okrové nebo žlutavě zbarvené a širší pruhy a také vykazuje dvě jasně vystředěné očka na předních křídlech.

## Výskyt
Motýl se vyskytuje hlavně v suchých písčitých oblastech ve Španělsku, Řecku, Francii, Maďarsku a dalších zemích jihovýchodní Evropy. Další distribuce zahrnuje Anatolii do Střední Asie a severní Afriky. V německy mluvící oblasti se nachází na několika místech v Dolním Rakousku a Burgenlandu. Dřívější výskyt na horním Rýně nelze v současné době potvrdit. Poslední doložený výskyt v Bádensku-Württembersku byl v Kaiserstuhlu v letech 1975/76. Poté již nebyli pozorováni žádní další motýli. Za základní důvody vymizení je považováno, že velké množství motýlů bylo shromážděno na velmi malých a úzce omezených místech, což významně oslabilo populaci, a že rok 1976 navíc zaznamenal extrémně horké léto, kdy živná rostlina sveřep vzpřímený (Bromus erectus) na velké ploše uschla. Oba tyto faktory zjevně vedly k vyhynutí okáče kostřavového v Německu. Ačkoli se vegetace v následujících letech obnovila, druh zmizel.

## Způsob života
Motýli létají každoročně v jedné generaci od července do září. Rádi sají květy, například máček z rodu Eryngium a odpočívají se složenými křídly na zemi, stejně jako na kmenech stromů a kamenech. Kladení vajec je neobvyklé, protože samice vajíčka rozptylují za letu. Housenky přezimují velmi malé, živí se stopkami různých druhů kostřavy (Festuca) a dalších trav a v červnu se zakuklují většinou v zemi.

## Ohrožení
Okáč kostřavový je považován za vyhynulého v Německu a je proto uveden v kategorii 0 (vyhynulý nebo ztracený) na Červeném seznamu ohrožených druhů.